# Agrypon cognatum
Agrypon cognatum là một loài tò vò trong họ Ichneumonidae.